# تور دو فرانس
تور دو فرانس (به فرانسوی: Tour de France) یا تور فرانسه معتبرترین مسابقه دوچرخه‌سواری جاده دنیاست که در سال ۱۹۰۳ تأسیس شده است و اکنون هر ساله به مدت سه هفته در جاده‌های فرانسه و کشورهای پیرامون آن، در فصل تابستان برگزار می‌گردد. این مسابقه معمولاً از مرکز شهر پاریس شروع شده و در همان‌جا به پایان می‌رسد.
تور دو فرانس، یک مسابقه دوچرخه‌سواری چند مرحله‌ای مردانه است که سالانه عمدتاً در فرانسه برگزار می‌شود. این مسابقه قدیمی‌ترین و معتبرترین در بین سه «گرند تور» است که شامل جیرو دیتالیا و ووئلتا اسپانیا نیز می‌شود. تور دو فرانس برای اولین بار در سال ۱۹۰۳ با هدف افزایش فروش روزنامه لکیپ برگزار شد و از آن زمان تاکنون به صورت سالانه ادامه یافته است، به جز در سال‌های ۱۹۱۵ تا ۱۹۱۸ و ۱۹۴۰ تا ۱۹۴۶ که به دلیل جنگ‌های جهانی برگزار نشد. با افزایش شهرت و محبوبیت، این مسابقه طولانی‌تر شد و مشارکت بین‌المللی بیشتری یافت و اکنون بخشی از تور جهانی دوچرخه‌سواری است.
بخش عمده‌ای از این مسابقه به‌طور سنتی در ماه ژوئیه برگزار می‌شود. اگرچه مسیر مسابقه هر سال تغییر می‌کند، اما قالب کلی آن ثابت می‌ماند. این قالب شامل مسابقات تایم تریل، عبور از رشته‌کوه‌های پیرنه و آلپ، و از سال ۱۹۷۵ تا ۲۰۲۳، پایان در خیابان شانزلیزه پاریس بود. دوره‌های مدرن تور دو فرانس شامل ۲۱ مرحله یک‌روزه در یک دوره ۲۳ یا ۲۴ روزه است که مجموعاً حدود ۳۵۰۰ کیلومتر را پوشش می‌دهد. مسیر مسابقه به صورت متناوب بین مدارهای ساعتگرد و پادساعتگرد تغییر می‌کند.
معمولاً بین بیست تا بیست و سه تیم هشت نفره در این مسابقه شرکت می‌کنند. تمام مراحل تا خط پایان زمان‌بندی می‌شوند و زمان‌های دوچرخه‌سواران با زمان‌های مراحل قبلی آنها جمع می‌شود. دوچرخه‌سواری که کمترین زمان تجمعی را داشته باشد، رهبر مسابقه است و پیراهن زرد را به تن می‌کند. در حالی که رده‌بندی عمومی بیشترین توجه را به خود جلب می‌کند، مسابقات دیگری نیز در تور برگزار می‌شود: رده‌بندی امتیازی برای دوندگان سرعت (پیراهن سبز)، رده‌بندی کوهستان برای کوهنوردان (پیراهن خال‌خالی)، رده‌بندی بهترین رکابزن جوان برای بازیکنان زیر ۲۶ سال (پیراهن سفید)، و رده‌بندی تیمی که بر اساس سه نفر اول از هر تیم در هر مرحله است. همچنین، کسب پیروزی در یک مرحله نیز اعتبار زیادی به همراه دارد که اغلب توسط متخصصان سرعت یک تیم یا یک رکابزن که در گروه فرار حضور دارد، به دست می‌آید.
مسابقه‌ای مشابه برای زنان نیز با نام‌های مختلف بین سال‌های ۱۹۸۴ تا ۲۰۰۹ برگزار می‌شد. پس از انتقادات فعالان و دوچرخه‌سواران حرفه‌ای زن، مسابقه‌ای یک یا دو روزه بین سال‌های ۲۰۱۴ تا ۲۰۲۱ برگزار شد. اولین تور دو فرانس زنان در سال ۲۰۲۲ برگزار شد که نشان‌دهنده گام مهمی در جهت برابری در این ورزش است.

## تاریخچه
تور دو فرانس، یکی از مشهورترین و معتبرترین مسابقات دوچرخه‌سواری در جهان، در سال ۱۹۰۳ میلادی متولد شد. ریشه‌های این مسابقه به رقابت دو روزنامه ورزشی رقیب در فرانسه بازمی‌گردد: Le Vélo، بزرگ‌ترین روزنامه ورزشی آن زمان، و روزنامه لکیپ که توسط روزنامه‌نگاران و تجار از جمله کنت ژول-آلبرت دو دیون تأسیس شده بود. روزنامه لکیپ برای افزایش فروش خود به دنبال یک ایده جدید بود. گئو لفوُر، روزنامه‌نگار ۲۶ ساله دوچرخه‌سواری این روزنامه، پیشنهاد برگزاری یک مسابقه شش‌روزه دوچرخه‌سواری در سراسر فرانسه را مطرح کرد که در آن زمان بی‌سابقه بود. این ایده، با وجود تردیدهای اولیه هانری دگرانژ، سردبیر روزنامه لکیپ، سرانجام به واقعیت پیوست و منجر به برگزاری اولین تور دو فرانس شد.

### اولین تور دو فرانس (۱۹۰۳) و چالش‌های اولیه
اولین دوره تور دو فرانس در ۱ ژوئیه ۱۹۰۳ آغاز شد. برنامه اولیه شامل پنج مرحله طولانی بود که از پاریس شروع شده و در شهرهایی مانند لیون، مارسی، بوردو و نانت توقف می‌کرد. اما به دلیل دشواری و هزینه‌های بالا، تنها ۱۵ شرکت‌کننده ثبت‌نام کردند. دگرانژ برای جذاب‌تر کردن مسابقه، طول آن را به ۱۹ روز کاهش داد (از ۱ تا ۱۹ ژوئیه)، کمک هزینه روزانه برای رکابزنانی که حداقل ۲۰ کیلومتر در ساعت را طی می‌کردند، ارائه کرد و ورودی را از ۲۰ به ۱۰ فرانک کاهش داد. جایزه نفر اول نیز ۱۲٬۰۰۰ فرانک تعیین شد که معادل شش برابر درآمد سالانه یک کارگر عادی بود. این تغییرات باعث جذب ۶۰ تا ۸۰ شرکت‌کننده از جمله حرفه‌ای‌ها و آماتورها شد. موریس گارن، برنده نهایی این دوره، بر مسابقه تسلط داشت و مراحل اول و دو مرحله پایانی را از آن خود کرد. این مسابقه چنان شور و هیجانی ایجاد کرد که تیراژ روزنامه لکیپ دو برابر شد و به موفقیت بزرگی فراتر از انتظار دگرانژ تبدیل گشت.

### تحولات تور از ۱۹۰۴ تا ۱۹۳۹ و چالش‌های تقلب
موفقیت چشمگیر اولین دوره، شور و اشتیاق زیادی را در تماشاگران و دوچرخه‌سواران ایجاد کرد. با این حال، تور ۱۹۰۴ با تقلب‌های گسترده‌ای روبرو شد، تا جایی که دگرانژ در ابتدا قصد داشت برگزاری تور را متوقف کند. دوچرخه‌سواران پیشتاز، از جمله موریس گارین، به دلیل تقلب از مسابقه حذف شدند. این اتفاق باعث شد که از سال ۱۹۰۵، مراحل مسابقه در طول روز برگزار شوند تا تقلب‌ها کمتر شوند. دگرانژ در طول سال‌ها با قالب‌های مختلفی برای قضاوت برنده آزمایش کرد، از جمله زمان تجمعی (که در تور مدرن استفاده می‌شود) و سیستم امتیازی. او به دنبال راهی بود که هم رقابت‌پذیری را حفظ کند و هم مشکلات ناشی از خرابی‌های مکانیکی یا استراحت‌های طولانی را در نظر بگیرد. در این دوره، مراحل کوهستانی (در پیرنه) برای اولین بار در سال ۱۹۱۰ معرفی شدند و تور به تدریج بر جنبه استقامتی خود تمرکز بیشتری یافت.

### تیم‌های ملی و تغییرات ساختاری تا ۱۹۶۹
در طول سال‌ها، تور از مسابقه‌ای انفرادی به رقابتی تیمی تبدیل شد. تا سال ۱۹۲۵، دگرانژ به اعضای تیم‌ها اجازه نمی‌داد که به یکدیگر کمک کنند، اما با گذشت زمان، نقش تیم‌ها پررنگ‌تر شد. از سال ۱۹۳۰، دگرانژ تلاش کرد تا کنترل تور را از دست کارخانه‌های دوچرخه‌سازی خارج کند و اصرار داشت که شرکت‌کنندگان به جای تیم‌های تجاری، در قالب تیم‌های ملی رقابت کنند و از دوچرخه‌های زرد ساده بدون نام سازنده استفاده کنند. این تغییر تا سال ۱۹۶۱ ادامه داشت و تیم‌های ملی، با وجود جذابیت برای عموم، چالش‌هایی را نیز به همراه داشتند، زیرا بازیکنان در طول فصل برای تیم‌های تجاری رقیب رکاب می‌زدند. پس از جنگ جهانی دوم و در سال ۱۹۴۷، سازماندهی تور به روزنامه لکیپ واگذار شد و سرانجام در سال ۱۹۶۲، تور به تیم‌های تجاری بازگشت. در این دوره، دوچرخه‌سواران بزرگی مانند فائوستو کوپی و لویسون بوبه به شهرت رسیدند و ژاک آنکتیل اولین کسی شد که پنج بار قهرمان تور دو فرانس شد. مشکل دوپینگ نیز در این دوره جدی شد و با مرگ تام سیمپسون در سال ۱۹۶۷، قوانین سخت‌گیرانه‌تری برای آزمایش دوپینگ وضع شد.

### دوران اسطوره‌ها (۱۹۶۹–۱۹۸۷) و بین‌المللی شدن تور
اوایل دهه ۱۹۷۰ شاهد سلطه ادی مرکس بود که پنج بار قهرمانی رده‌بندی عمومی را کسب کرد و به دلیل سبک رقابتی بی‌نظیرش به «آدمخوار» معروف شد. پس از مرکس، برنارد هینو، دوچرخه‌سوار فرانسوی، در اواخر دهه ۷۰ و اوایل دهه ۸۰ به سومین رکابزنی تبدیل شد که پنج بار قهرمانی تور را به دست آورد. در سال ۱۹۸۶، گرگ لموند آمریکایی اولین برنده غیر اروپایی تور شد که این پیروزی نقطه عطفی در بین‌المللی شدن تور دو فرانس بود. در این دوره، فلیکس لویتان، مدیر مسابقه، تلاش‌های زیادی برای جذب حامیان مالی و بین‌المللی کردن تور انجام داد. پیراهن کوهستان (خال‌خالی) در سال ۱۹۷۵ معرفی شد و پایان تور به خیابان شانزلیزه منتقل گشت. همچنین، در سال ۱۹۸۴، اولین نسخه رسمی تور دو فرانس برای زنان برگزار شد که نشان‌دهنده رشد و تکامل این رویداد بود.

### دوران دوپینگ و قهرمانان جدید (۱۹۹۸ تا کنون)
از سال ۱۹۸۸ به بعد، استفاده از داروهای نیروزا، به ویژه اریتروپوئیتین، در دوچرخه‌سواری افزایش یافت و به «دوران دوپینگ» شهرت یافت. میگل ایندورین اسپانیایی، با پنج قهرمانی متوالی بین سال‌های ۱۹۹۱ تا ۱۹۹۵، بر این دوره سلطه داشت. رسوایی دوپینگ فستینا در سال ۱۹۹۸، ورزش را به شدت تحت تأثیر قرار داد. پس از آن، لنس آرمسترانگ، بازمانده سرطان، هفت بار متوالی از سال ۱۹۹۹ تا ۲۰۰۵ قهرمان تور شد، اما بعدها به دلیل دوپینگ تمام عناوینش لغو شد. رسوایی‌های دوپینگ در این دوره منجر به سلب عناوین قهرمانی از برخی برندگان دیگر نیز شد و نیاز به شفافیت و مبارزه با دوپینگ را بیش از پیش نمایان ساخت. از سال ۲۰۱۲ به بعد، با ظهور دوچرخه‌سوارانی مانند بردلی ویگینز و کریس فروم از تیم اسکای و سپس ایگان برنال، شاهد قهرمانان جدیدی بودیم. اخیراً، تاده پوگاچار و یونس وینگه‌گور رقابتی جذاب را به نمایش گذاشته‌اند و در سال ۲۰۲۴، پوگاچار علاوه بر قهرمانی تور، جایگاه خود را به عنوان تنها رکابزنی پس از مارکو پانتانی در سال ۱۹۹۸ تثبیت کرد که در یک سال هم جیرو دیتالیا و هم تور دو فرانس را برده است. همچنین، مارک کاوندیش با کسب ۳۵ پیروزی در مراحل مختلف، رکورد ادی مرکس را شکست.

## توصیف مسابقه
این تور اصولاً شامل ۲۱ روز مسابقه‌ای و ۲ روز استراحت است که مسافت ۳۴۸۰ کیلومتر (۲۱۶۲ مایل) را پوشش می‌دهد.

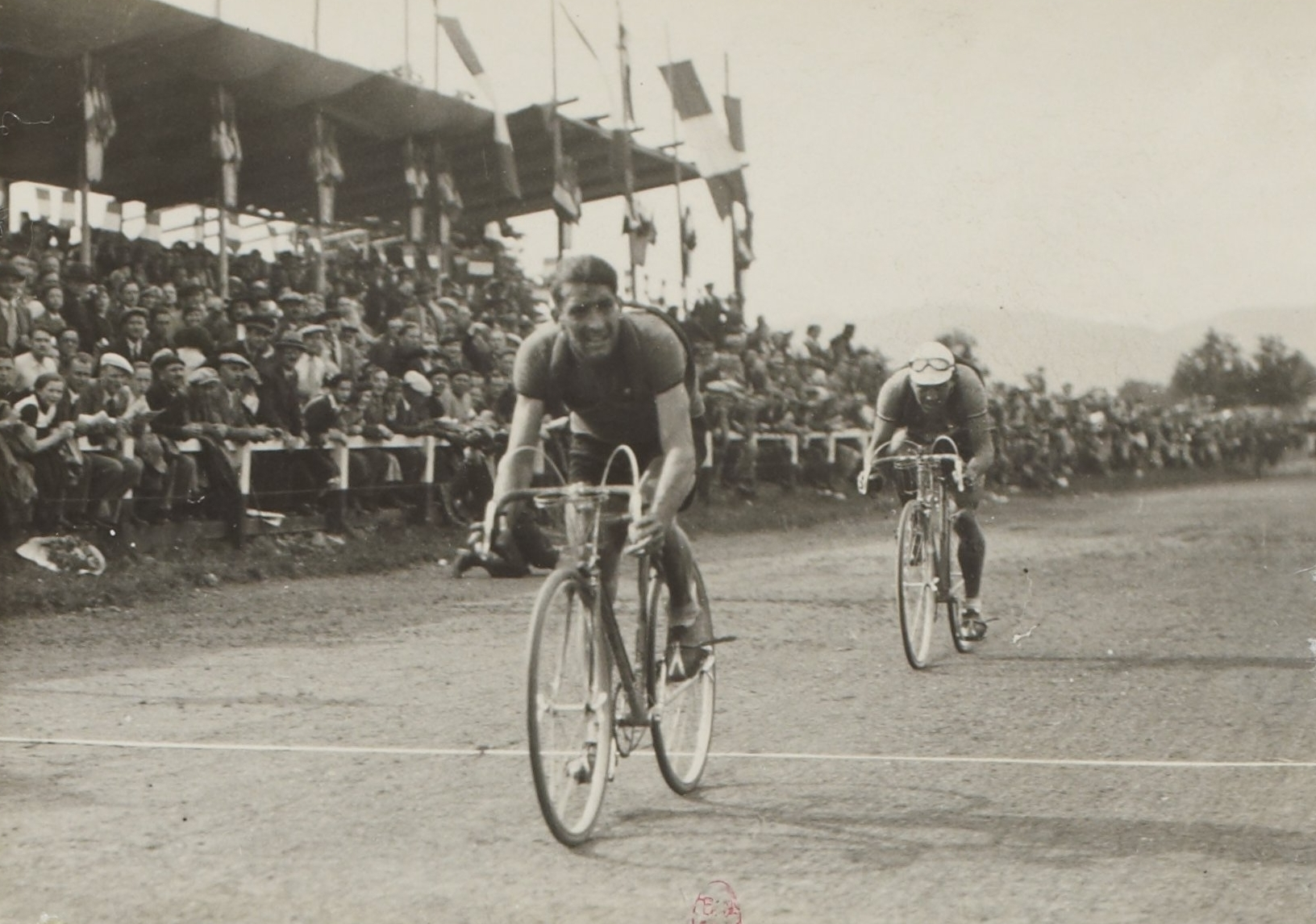

مسابقات تور دو فرانس در اواسط قرن بیستم، دهه ۳۰ میلادی. در این مسابقه بین المللی در ابتداء فقط چندین کشور حضور داشتند و به مرور زمان تعداد آنها افزایش یافت.

## رده‌بندی

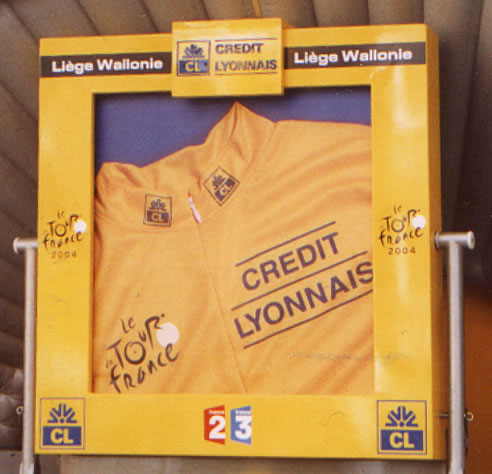
لباس مربوط به یکی از بازیکنان یکی از تیم های دوچرخه سواری تور فرانسه

شرکت کنندگان خواهان برنده شدن در رده‌بندی کلی هستند؛ ولی ۳ جایزه ویژه دیگر در این مسابقه وجود دارد: رده‌بندی امتیازی، سلطان کوهستان و بهترین دوچرخه سوار جوان. پیشگام هر کدام یک پیراهن متفاوت می‌پوشد. پیراهن کنار گذاشته شده (مربوط به رکابزنی که برندهٔ بیش از یک پیراهن شده‌است) به نفر دوم داده می‌شود. رنگ‌های تورهای مختلف معنی خاص خودشان را دارند. به عنوان مثال تور بریتانیا لباس‌های زرد، سبز و خال‌خالی با معانی همان تور را دارد؛ ولی در جیرو دیتالیا به برندگان لباس صورتی رنگ را اهدا می‌کند، به دلیل اینکه از طریق روزنامه گازتا دلو اسپورت تأمین مالی می‌شود که دارای صفحات صورتی رنگ است.

### رده‌بندی اصلی
پیراهن زرد یا پیراهن طلایی (maillot jaune) را برندهٔ رده‌بندی اصلی می‌پوشد. این رده‌بندی با جمع‌بندی رکوردهای روزانه هر دوچرخه سوار تنظیم می‌شود. دوچرخه سواری که کمترین زمان کلی را در پایان هر دوره کسب کرده باشد، پیراهن زرد (طلایی) تشریفاتی دوچرخه سواری را به همراه حق شروع دور بعدی تور تصاحب می‌کند. پیراهن طلایی مهم‌ترین عنوان در این رویداد است.

### رده‌بندی امتیازی
پیراهن سبز (maillot vert) به برندهٔ رده‌بندی امتیازی اهدا می‌شود. به این ترتیب که در انتهای هر مرحله مسابقه بر اساس زمان اتمام مسابقه، امتیاز داده می‌شود. در زمین‌های هموار نسبت به زمین‌های کوهستانی امتیاز بیشتری داده می‌شود. مسابقه امتیازی از سال ۱۹۵۳، برای جشن گرفتن سالگرد ۵۰ سالگی، آغاز شد.

### رده‌بندی کوهستان
پیراهن سفید با نقاط قرمز (maillot à pois rouges) به برندهٔ رده‌بندی کوهستان داده می‌شود. امتیاز کوهستان به برنده‌های هر خط کوهستانی داده می‌شود. تعداد کسانی که امتیاز می‌گیرند و امتیاز هر کدام، بر پایهٔ درجهٔ سختی کوهستان تعیین می‌شود.

### رده‌بندی تیمی
اعضای تیمی که برندهٔ رده‌بندی تیمی است، می‌توانند شماره‌های سیاه روی زمینهٔ زرد روی پیراهن خود بچسبانند و از کلاه ایمنی زرد استفاده کنند. زمان سه نفر اول هر تیم در هر مرحله، برای محاسبهٔ رده‌بندی تیمی به کار می‌رود.

### رده‌بندی رکابزنان جوان
برندهٔ رده‌بندی جوانان پیراهن سفید را به تن می‌کند. نحوهٔ محاسبهٔ این رده‌بندی مشابه رده‌بندی اصلی است و رکابزنان کمتر از ۲۶ سال در آن قرار می‌گیرند.

### جایزه جنگندگی
جایزه جنگندگی در هر مرحله به رکابزنی که بیش از بقیه تحرک داشته باشد و در فرارها شرکت کند، داده می‌شود. شمارهٔ سفید در زمینهٔ قرمز به جای شمارهٔ سیاه در زمینهٔ سفید معرف جنگنده‌ترین رکابزن است. همچنین جایزه‌ای به تهاجمی‌ترین رکابزن تور داده می‌شود.